# Anatolij Szapiro
Anatolij Pawłowicz Szapiro (ros. Анатолий Павлович Шапиро, ukr. Анатолій Павлович Шапіро, ur. 5 stycznia?/18 stycznia 1913 w Konstantynohradzie (obecnie Krasnohrad w obwodzie połtawskim), zm. 8 października 2005 w Nowym Jorku) – żydowski żołnierz Armii Czerwonej, major, dowódca batalionu, który 27 stycznia 1945 jako pierwszy otworzył bramę niemieckiego nazistowskiego obozu Auschwitz-Birkenau, uhonorowany pośmiertnie tytułem Bohatera Ukrainy w 2006.

## Życiorys
Ukończył szkołę średnią, a w 1934 Instytut Inżynieryjno-Pedagogiczny w Zaporożu i uzyskał dyplom inżyniera technologa. W 1935 został powołany do Armii Czerwonej, ukończył roczny kurs oficerski w batalionie radiowym Charkowskiego Okręgu Wojskowego i otrzymał stopień młodszego porucznika. Po demobilizacji pracował na Zaporożu i w obwodzie dniepropietrowskim, w październiku 1941 ochotniczo zgłosił się do armii i został skierowany na front w stopniu porucznika, walcząc m.in. w rejonie Mineralnych Wód jako dowódca plutonu zwiadu w 76 Brygadzie Piechoty Morskiej. Później został zastępcą dowódcy i następnie dowódcą batalionu piechoty, biorąc udział w walkach na Północnym Kaukazie i na Kubaniu, w wyzwalaniu Tuapse i Rostowa nad Donem. Walczył w rejonie Taganrogu, nad rzeką Mius i w bitwie na łuku kurskim, w walce pod Prochorowką został ranny i trafił do szpitala. Po wyleczeniu walczył w składzie 30 Dywizji Irkuckiej jako dowódca batalionu i w składzie 100 Dywizji Piechoty 106 Korpusu Piechoty na analogicznym stanowisku, brał udział w forsowaniu Dniepru i zajmowaniu terytorium Polski oraz Czechosłowacji, w tym w walkach o Kraków. 26 stycznia 1945 jako dowódca 1085 batalionu piechoty w stopniu majora uczestniczył w walkach o miasto Oświęcim, następnego dnia wraz z batalionem mimo utraty połowy żołnierzy (głównie wskutek wybuchów min na polach minowych) dotarł do hitlerowskiego obozu Auschwitz i jako pierwszy otworzył jego bramy. Jego żołnierze zajęli się prawie trzema tysiącami pozostałych w obozie, skrajnie wygłodzonych więźniów. Później brał udział w walkach na terytorium Czechosłowacji, w tym w operacji praskiej, był kontuzjowany. Został odznaczony dwudziestoma orderami i medalami, w tym Orderem Wojny Ojczyźnianej I klasy (za udział w wyzwalaniu Krakowa) i II klasy oraz dwoma Orderami Czerwonej Gwiazdy. W 1947 został zdemobilizowany, później pracował w różnych przedsiębiorstwach Zaporoża i przy budowie kujbyszewskiej elektrowni wodnej oraz na Syberii i w Królewcu. Po rozpadzie ZSRR, w 1992 przeniósł się do USA, mieszkał w Nowym Jorku, na Long Island. Brał aktywny udział w pracach organizacji weteranów, spotykał się z młodzieżą i byłymi więźniami hitlerowskich obozów, publikował artykuły i napisał kilka książek o wojnie i swoim życiu, m.in. wydany w maju 2005 Złowisnyj Marafon. Postanowieniem Prezydenta RP z 14 stycznia 2005 został odznaczony Krzyżem Oficerskim Orderu Zasługi RP. Został pochowany na żydowskim cmentarzu w Beth Moses na Long Island.
21 września 2006 prezydent Ukrainy Wiktor Juszczenko pośmiertnie nadał mu tytuł Bohatera Ukrainy. Na Brooklynie w Klubie Ocalałych z Holocaustu utworzono miejsce jego pamięci. 9 maja 2008 na fasadzie budynku dawnej rady miejskiej w Zaporożu odsłonięto poświęconą mu tablicę pamiątkową.